# 2009 en Sierra Leone
Cet article présente les faits marquants de l'année 2009 en Sierra Leone.

## Évènements

### Février
- Jeudi 5 février 2009 : le procureur du tribunal spécial pour la Sierra Leone (TSSL), Stephen Rapp, boucle la première étape du procès intenté à l'ancien président du Liberia, Charles Taylor, poursuivi pour « crimes contre l'humanité et crimes de guerre », commis entre 1996 et 2002. En janvier 2008, le procureur, Stephen Rapp, a présenté 91 témoins, parmi eux, 31 ex-alliés du chef de guerre, lui permettant de démonter les rouages d'une guerre qui a fait 150 000 morts. Les dépositions montrent que Charles Taylor a exporté la guerre du Libéria vers la Sierra Leone pour s'emparer des richesses diamantifères et pour y parvenir, "Ebony" — le nom de code radio de Taylor — a soutenu et armé les rebelles sierra-léonais du Front révolutionnaire uni (RUF)[1]. Selon les révélations faites, Charles Taylor a fomenté sa « révolution » en Libye, dans les camps d'entraînement de Mouammar Kadhafi et son voisin burkinabé, Blaise Compaoré, lui aurait apporté son soutien. Le célèbre trafiquant d'armes Viktor Bout, arrêté en mars 2008 à Bangkok a alimenté en armes la guerre, depuis la capitale du Libéria, Monrovia en échange de diamants. Dans les zones diamantifères, les rebelles alliés de Charles Taylor coupaient systématiquement les mains droites et obligeaient leurs prisonniers à rechercher les diamants qui étaient ensuite vendus sur les places de New York, Anvers ou Tel-Aviv.

### Mars
- Vendredi 13 mars 2009 : les bagarres entre les deux grands partis politiques de Sierra Leone, le Congrès de tout le peuple (APC, formation du président Ernest Koroma) et du Parti du peuple de Sierra Leone (SLPP, au pouvoir jusqu'en 2007), qui ont éclaté dans la ville de Gendema s'étendent à la capitale Freetown.

- Samedi 14 mars 2009 : le vice-président Sam Soumana interdit temporairement les émissions de deux stations de radio appartenant aux partis politiques rivaux.

- Lundi 16 mars 2009 : vingt personnes ont été blessées au cours de violents affrontements à Freetown entre des partisans des deux plus grands partis politiques de Sierra Leone. Au moins six femmes dont une enceinte auraient également été violées selon une ONG. Neuf personnes ont été arrêtées au cours des heurts[2].

### Avril
- Mercredi 8 avril 2009 : le Tribunal spécial pour la Sierra Leone (TSSL) condamne trois anciens chefs rebelles à des peines allant de 25 à 52 ans d'emprisonnement, par confusion de peines, pour « crimes de guerre » et « crimes contre l'humanité » pendant la guerre civile (1991-2001). Leur responsabilité est établie notamment pour des assassinats, des viols, des attaques contre des troupes de l'ONU et pour l'utilisation d'enfants de « huit ou neuf ans » comme combattants. Il s'agit de Issa Sesay (38 ans), dirigeant du Front révolutionnaire uni (RUF), condamné à 693 années d'emprisonnement cumulées pour 16 chefs d'inculpation, de Morris Kallon (45 ans), ancien commandant des RUF condamné à 39 ans d'emprisonnement et de Augustine Gbao (60 ans), principal idéologue du mouvement, condamné à 25 ans d'emprisonnement.

### Juillet
- Lundi 13 juillet 2009 : après avoir refusé de comparaître en juin 2007 devant le Tribunal pénal international (TPI), l'ex-président du Libéria, Charles Taylor, a entendu à La Haye la plaidoirie de ses avocats alors qu'il est jugé pour crimes de guerre et crimes contre l’humanité qu’il aurait commis pendant le conflit en Sierra Leone. Il doit répondre de 11 chefs d'accusations de crimes de guerre et crimes contre l'humanité, notamment de meurtres, tortures, viols, enrôlement d'enfants soldats et recours au travail forcé. On estime qu'un demi-million de personnes ont été tuées durant la guerre au Sierra Leone (1991-2002), alimentée par le trafic de diamants. Au total, 91 témoins ont déposé contre lui après l'ouverture de son procès en 2007.

### Août
- Jeudi 20 août 2009 : des pluies torrentielles tombées sur la capitale, Freetown, ont causé la mort par noyade d'au moins 15 personnes, selon un premier bilan, lorsque des maisons ont été emportées par les eaux ou se sont effondrées. Quelque 500 personnes sont sans abris.

### Septembre
- Jeudi 17 septembre 2009 : le gouvernement confirme la découverte de pétrole au large des côtes par un consortium pétrolier, composé Anadarko (40 %, États-Unis), Woodside (25 %, Australie), Repsol (25 %, Espagne) et Tullow (10 %, Grande-Bretagne). C'est la première fois que du pétrole est découvert dans les eaux de la Sierra Leone, l'un des pays parmi les plus pauvres du monde, malgré la richesse de son sous-sol en diamants, et longtemps ravagé par une guerre civile (1991-2001). La découverte a été réalisée à une profondeur de 5 638 mètres, sous près de 1 800 mètres d'eau. De nouveaux « puits exploratoires » vont prochainement être creusés pour « déterminer le potentiel commercial de la zone »[3].

### Octobre
- Lundi 26 octobre 2009 : le Tribunal spécial pour la Sierra Leone confirme en appel les peines infligées en avril à trois anciens chefs rebelles, en les condamnant à des peines allant de 25 à 52 ans de prison pour « crimes de guerre » et « crimes contre l'humanité » durant la guerre civile (1991-2001).